# Келача (Селаж)
Келача (рум. Călacea) — село у повіті Селаж в Румунії. Входить до складу комуни Гирбоу.
Село розташоване на відстані 361 км на північний захід від Бухареста, 31 км на схід від Залеу, 39 км на північ від Клуж-Напоки.

## Населення
За даними перепису населення 2002 року у селі проживали 342 особи, усі — румуни. Усі жителі села рідною мовою назвали румунську.